# Fiat 635R
Le Fiat 635R est une gamme d'autobus urbain, interurbain et de ligne fabriqués par la division autobus de Fiat V.I., branche du groupe italien FIAT.
Cet autobus, comme tous les modèles dans le monde à cette époque, utilisait le châssis surbaissé dérivé d'un camion existant avec un moteur placé à l'avant du véhicule, donc dans une position encombrante pour l'accès des voyageurs et la conduite. (Cf les cars Chausson qui ont gardé jusque dans les années 80 ce type de conception).
Le Fiat 635R, d'une longueur normalisée en Italie, de 9 mètres, était équipé du même moteur essence que le camion, le Fiat 350, un 6 cylindres Fiat de 5.262 cm3, développant 55 ch DIN dans sa version originelle. Ce moteur s'avèrera robuste, fiable mais d'une puissance limitée ce qui obligea à le remplacer dès la deuxième série l'année suivante. Le poste de conduite était à droite, comme le voulait le code de la route italien de l'époque.
Le Fiat 635R connaîtra plusieurs séries, toutes d'une longueur de 9 mètres :
- la deuxième série de 1932, sera équipée d'un moteur essence de 6.220 cm3, développant toujours 55 ch mais disposant d'un couple plus important,
- la troisième série apparait en 1936 avec un moteur diesel Fiat 355 de 8.355 cm3 de 80 ch,
- la quatrième série, lancée en 1938, alors que la pénurie de carburant s'amplifie partout, Fiat complète son offre diesel avec un nouveau moteur polyvalent, le Fiat 255 de 9.972 cm3 développant 125 ch dans sa version essence et 80 ch avec gazogène.

Cet autobus sera également décliné en version urbaine sous la référence 635RNL, allongé à 10 mètres.
Nota : RN signifie : R - ribassato, le châssis d'origine dérivé du camion correspondant a été abaissé pour être compatible avec l'accès à bord des passagers. N comme pour les camions désigne le type de carburant N = nafta, gaz-oil en italien et U pour urbain.
La production du Fiat 635RN cessa en 1939 pour être remplacé par les Fiat 626RN et Fiat 666RN lancés en 1949.

## Le trolleybus Fiat 635F
Le Fiat 635F est le premier modèle de trolleybus conçu et réalisé par le constructeur italien FIAT. Comme de coutume à cette époque en Italie, les constructeurs fournissent des châssis complets motorisés aux carrossiers industriels spécialisés qui sont chargés de terminer le véhicule en montant leur propre carrosserie extérieure et en aménageant l'intérieur selon le cahier des charges de leur client, une ATM municipale de transport.
C'est ainsi que l'on peut trouver dans une même flotte un modèle avec plusieurs types de carrosserie différents, cela en fonction de l'offre ou des besoins du client. Parfois, cela tient simplement dans le délai de livraison des carrossiers.
Le trolleybus Fiat 635F, toujours équipé en matériel électrique de traction Ercole Marelli ou CGE, a reçu plusieurs carrosseries, dont Varesina a été un des principaux. Stanga et CaNSA, la filiale et carrossier industriel officiel du groupe FIAT.
Ce modèle, outre son succès en Italie, a été largement exporté, dans une configuration carrossée CaNSA avec un équipement électrique Marelli, il a notamment inauguré le réseau de Timisoara.